# Seututie 304
Pour les articles homonymes, voir Route 304.
La route régionale 304 (finnois : Seututie 304) est une route régionale allant de Konho à Valkeakoski jusqu'au centre de Valkeakoski en Finlande,,.

## Présentation
La seututie 304 est une route régionale de Pirkanmaa.